# Quel maledetto ponte sull'Elba
Quel maledetto ponte sull'Elba è un film del 1969 diretto da León Klimovsky.

## Trama
Germania, 1945, durante gli ultimi giorni della seconda guerra mondiale americani e sovietici stanno avanzando rapidamente e, onde evitare che l'Armata Rossa possa spingersi troppo ad occidente, il comando statunitense ordina al sergente Richard di fare saltare un ponte sul fiume Elba con una squadra di soli cinque uomini; il ponte tuttavia è fortemente presidiato dai soldati tedeschi e l'impresa si rivela molto difficile.